# Central Coast Roadrunners
El Central Coast Roadrunners fue un equipo de fútbol de los Estados Unidos que alguna vez jugó en la USL Premier Development League, la cuarta liga de fútbol más importante del país.

## Historia
Fue fundado en el año 1996 en la ciudad de San Luis Obispo, California y fue conocida como una de las franquicias más poderosas de la USL Premier Development League del estado de California, logrando el título nacional en dos ocasiones y de haber participado en la US Open Cup en dos ocasiones, avanzando a la tercera ronda en 1997.
El club desapareció en el año 2002 luego de que el club le cediera los derechos de la franquicia al Fresno Fuego creado en ese año.
Su presidente Larry Smyth fue inducido al Salón de la Fama de la USL para ser el primero que entra con el apoyo total en la votación tras 10 años de servicio a la liga.

## Palmarés
- USL PDSL: 1

1997
- USISL Premier League: 1

1996
- USISL Premier League Western South Division: 1

1996

## Temporadas
| Año  | División | Liga       | Temporada Regular | Playoffs                   | US Open Cup  |
| ---- | -------- | ---------- | ----------------- | -------------------------- | ------------ |
| 1996 | "4"      | USISL Prem | 1º, Western South | Campeón                    | No clasificó |
| 1997 | "4"      | USL PDSL   | 2º, Southwest     | Campeón                    | 3.ª Ronda    |
| 1998 | "4"      | USL PDSL   | 4º, Southwest     | No clasificó               | No clasificó |
| 1999 | "4"      | USL PDL    | 2º, Southwest     | Semifinales de Conferencia | No clasificó |
| 2000 | "4"      | USL PDL    | 2º, Southwest     | No clasificó               | No clasificó |
| 2001 | "4"      | USL PDL    | 3º, Southwest     | No clasificó               | 2.ª Ronda    |
| 2002 | "4"      | USL PDL    | 5º, Southwest     | No clasificó               | No clasificó |